# Drosophila tristis
Drosophila tristis là một loài ruồi khá không phổ biến trong họ Drosophilidae. Nó liên hệ với rừng gỗ cây lá rụng. Con trưởng thành ăn nhựa cây chảy ra. Con trưởng thành bay từ tháng 4 đến tháng 11, nhiều nhất vào tháng 6 đến tháng 8.